# U-44
O Unterseeboot U-44 foi um U-boot tipo IXA da Kriegsmarine da Alemanha Nazi que operou durante a Segunda Guerra Mundial. Ele foi encomendado em novembro de 1936 e a sua quilha foi batida em setembro de 1938 em Bremen. Ele foi lançado em agosto de 1939 e comissionado em novembro.
Durante o seu serviço na Kriegsmarine, o U-44 conduziu apenas duas patrulhas de guerra e afundou um total de oito embarcações inimigas, totalizando 30 885 toneladas de arqueação bruta (TAB). A 13 de março de 1940, o submarino atingiu uma mina que estava localizada no campo número 7, na costa norte da Holanda. Todos os 47 membros da sua tripulação afundaram com o submarino.

## Construção
O U-44 foi encomendado pela Kriegsmarine no dia 21 de novembro de 1936 (como parte do Plano Z). A sua quilha foi batida a 15 de setembro de 1938 pela AG Weser, em Bremen, com o número de estaleiro 949. O U-44 foi lançado a 5 de agosto de 1939 e comissionado a 4 de novembro do mesmo ano sob o comando de Kapitänleutnant Ludwig Mathes.

## Design
Como um dos oito submarinos originais alemães do tipo IX, mais tarde designado IXA, o U-44 teve um deslocamento de 1 032 toneladas quando na superfície e 1 153 toneladas quando submerso. O U-boot tinha um comprimento total de 76,50 metros, um comprimento casco de pressão de 58,75 metros, uma boca de 6,51 metros, uma altura de 9,40 metros, e um calado de 4,70 metros. O submarino era movido por dois motores a diesel MAN M 9 V 40/46 com supercompressor, quatro tempos e nove cilindros produzindo um total de 3240 kW para uso na superfície e dois motores eléctricos de dupla acção Siemens-Schuckert 2 GU 345/34, produzindo um total de 740 kW para uso enquanto submerso. Ele tinha duas hastes e duas hélices de 1,92 metros. O submarino era capaz de operar em profundidades de até 230 metros.
O submarino tinha uma velocidade máxima de superfície de 33,7 quilómetros por hora e uma velocidade máxima submersa de 14,3 km/h. Quando submerso, o submarino podia operar por 120-144 quilómetros a 7,4 km/h; quando emergisse, ele poderia viajar cerca de 19 400 quilómetros a 19 km/h. O U-44 foi equipado com seis tubos de torpedo de 53,3 centímetros (quatro instalados na proa e dois na popa), 22 torpedos, um canhão naval de 10,5 centímetros SK C/32, 180 munições, um canhão de 3,7 cm SK C/30, e também um canhão antiaéreo de 2 cm C/30. O submarino era operado por uma tripulação de quarenta e oito elementos.

## Histórico de serviço
O U-44 teve uma vida operacional muito curta. Durante o seu serviço com a Kriegsmarine ele participou em apenas duas patrulhas de combate. Após exercícios de treino com a 6. Unterseebootsflottille (6.ª Flotilha) de 4 de novembro a 31 de dezembro de 1939, o U-44 foi designado como o submarino de proa para a 2.ª Flotilha no dia 1 de janeiro de 1940. Ele permaneceria como parte desta flotilha até ao seu fim.

### Primeira patrulha
A primeira das duas patrulhas começou no dia 6 de janeiro de 1940 quando deixou Wilhelmshaven para o Mar do Norte, eventualmente circum-navegando as Ilhas Britânicas e viajando para o sul até ao Golfo da Biscaia e Portugal. Foi nesses dois locais que o U-44 afundou os seus primeiros (e últimos) navios mercantes. Após essas vitórias, ele rumou para o norte novamente, viajando ao norte da costa da Escócia e de volta ao Mar do Norte. Ele então voltou para Wilhelmshaven, chegando ao porto no dia 9 de fevereiro de 1940. Durante um período de trinta e cinco dias, o U-44 afundou oito navios mercantes, com um total de 30 885 toneladas de arqueação bruta (TAB).

### Segunda patrulha
Ao contrário da sua primeira excursão, a segunda patrulha foi um desastre, que nem sequer chegou ao fim do primeiro dia. Depois de passar mais de um mês em Wilhelmshaven, o submarino começou a sua segunda patrulha a 13 de março de 1940. Poucas horas depois de deixar o porto, o U-44 entrou no campo minado número 7, próximo à costa norte da Holanda. Este campo minado em particular foi colocado pelos contratorpedeiros britânicos HMS Esk, Express, Icarus, Faulknor a Impulsive. Ao entrar no campo minado, o U-44 atingiu um dos dispositivos e afundou. Todos os quarenta e sete membros da sua tripulação faleceram.

## Resumo do historial de ataque
Durante o seu serviço, o U-44 afundou oito navios mercantes, num total de 30 885 toneladas de arqueação bruta (TAB). Todos esses navios foram afundados durante a sua primeira patrulha.
| Data                  | Navio                   | Nacionalidade | Tonelagem | Destino  |
| --------------------- | ----------------------- | ------------- | --------- | -------- |
| 15 de janeiro de 1940 | Arendskerk              | Países Baixos | 7 906     | Afundado |
| 15 de janeiro de 1940 | Fagerheim               | Noruega       | 1 590     | Afundado |
| 16 de janeiro de 1940 | Panachrandros           | Grécia        | 4 661     | Afundado |
| 18 de janeiro de 1940 | Reefer canadense        | Dinamarca     | 1 831     | Afundado |
| 20 de janeiro de 1940 | Ekatontarchos Dracoulis | Grécia        | 5 329     | Afundado |
| 24 de janeiro de 1940 | Tourny                  | França        | 3 819     | Afundado |
| 25 de janeiro de 1940 | Alsacien                | França        | 2 769     | Afundado |
| 28 de janeiro de 1940 | Flora                   | Grécia        | 2 980     | Afundado |